# Jacob K. Javits Federal Building
Jacob K. Javits Federal Building ist ein Wolkenkratzer im Stadtbezirk Manhattan in New York City, USA. Das Gebäude beherbergt einige Bundesbehörden und ist nach dem Politiker Jacob K. Javits benannt, der den Bundesstaat New York zwischen 1947 und 1954 im US-Repräsentantenhaus sowie zwischen 1957 und 1981 im US-Senat vertrat.

## Lage
Das Bürohochhaus befindet sich am Foley Square im New Yorker Regierungsviertel, dem Stadtteil Civic Center in Lower Manhattan, wo es einen ganzen Block zwischen der Federal Plaza und dem Broadway sowie zwischen der Duane Street und Worth Street einnimmt. Vor dem Gebäude liegt der Thomas Paine Park. Benachbarte Gebäude rund um den Foley Square sind unter anderem die Gerichtsgebäude New York County Supreme Court und Thurgood Marshall United States Courthouse, die Rechtsbibliothek New York County Public Access Law Library sowie das Ted Weiss Federal Building. Auf dem Foley Square befindet sich ein Zugang zur Station „Chambers Street“ der New York City Subway. Hier verkehren auf der U-Bahn-Strecke BMT Nassau Street Line die Linien  und es besteht von hier ein Übergang zur Station „Brooklyn Bridge/City Hall“ der IRT Lexington Avenue mit den Linien .

## Beschreibung
Das Gebäude wurde von Alfred Easton Poor vom Architekturbüro Kahn & Jacobs entworfen und von 1963 bis 1967 erbaut. Es hat 41 Geschosse und eine Höhe von 178,9 Meter (587 Fuß). Der westliche Anbau, das Bundesgericht US Court of International Trade wurde von Kahn & Jacobs, The Eggers Partnership und Poor & Swanke entworfen, 1968 errichtet und 2006 nach dem afroamerikanischen Richter James Lopez Watson (1922–2001) benannt. Von 1975 bis 1977 fanden Erweiterungsarbeiten an der Westseite des Büroturms statt. Von 1904 bis 1962 befand sich unter dem Gebäude die U-Bahn-Station „Worth Street“ der IRT Lexington Avenue Line. Sie wurde nach der Erweiterung der Station „Brooklyn Bridge/City Hall“ aufgegeben.
Das Bürohochhaus befindet sich im Besitz der General Services Administration, einer von der US-Regierung unabhängiger Behörde, die staatliche Verwaltungsgebäude ausstattet und unterhält. Der Büroturm ist eines von 41 Gebäuden in Manhattan, die 2019 eine eigene Postleitzahl (Zip Code) erhielten. Dem Jacob K. Javits Federal Building wurde der ZIP-Code „10278“ zugewiesen. Am 13. März 2019 erhielt ein Teil des Jacob K. Javits Federal Buildings in der Nachhaltigkeit vom U.S. Green Building Council die LEEDv3 Gold-Zertifizierung. Das Gebäude unterliegt der Zuständigkeit des Federal Protective Service der Vereinigten Staaten für alle Strafverfolgungs- und Schutzangelegenheiten.

## Behörden
Im Jacob K. Javits Federal Building ansässige Behörden (Außenstellen):
- Department of Homeland Security
- Department of Health and Human Services
- Social Security Administration
- Department of Housing and Urban Development
- Federal Executive Board
- United States Citizenship and Immigration Services
- Federal Bureau of Investigation

Das United States Court of International Trade im westlichen Anbau ist ein US-Bundesgericht mit Hauptsitz in New York, das Zivilklagen behandelt, die US-amerikanische Zoll- und internationale Handelsgesetze betreffen.

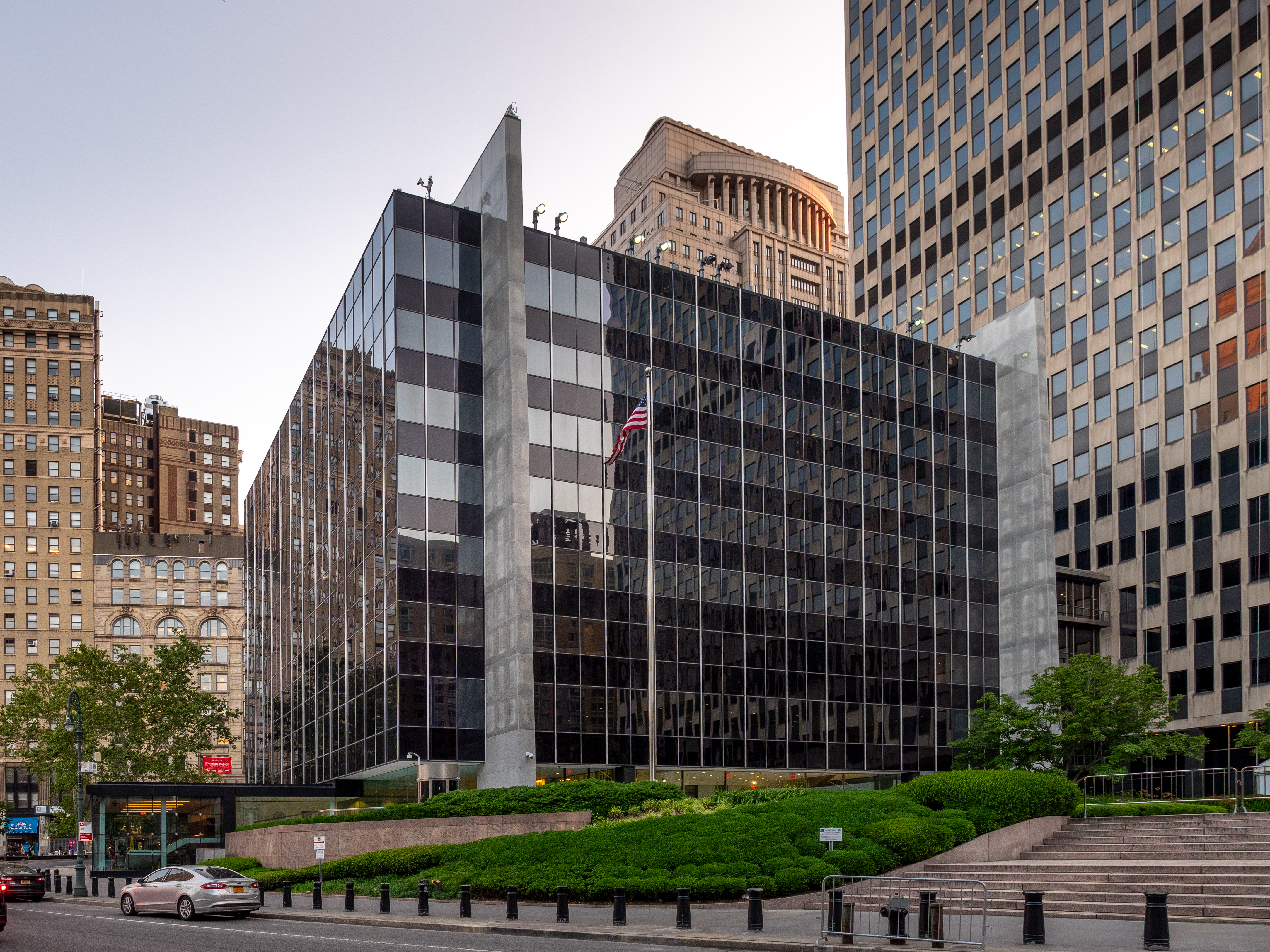
United States Court of International Trade